# Réjane
(Marcel Proust)
Réjane, pseudonimo di Gabrielle-Charlotte Réju (Parigi, 5 giugno 1857 – Parigi, 14 giugno 1920), è stata un'attrice francese.

## Biografia

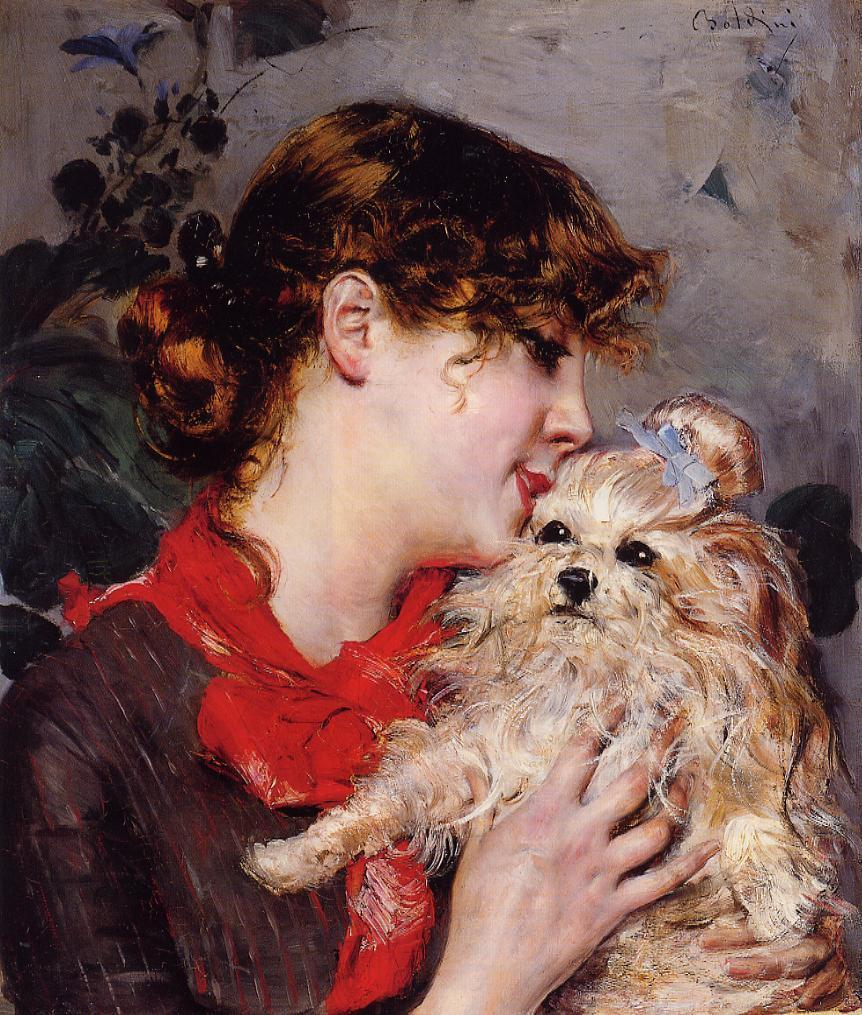
Attrice Réjane con il suo cane, di Giovanni Boldini, ca 1885

Nata a Parigi, figlia di un attore, entrò nel Conservatoire de Paris. Nel 1875 fece il suo debutto in spettacoli, nei quali recitava come soubrette. Il suo primo grande successo fu Ma camarade (1883) di Henri Meilhac e presto divenne conosciuta per altre apparizioni, come in Décor, Germinie Lacerteux, Ma cousine, Amoureuse e Lysistrata. Nel 1893 sposò Paul Porel, attore e direttore del Théâtre du Vaudeville, ma il matrimonio finì nel 1905. In seguito fece una tournée nel Québec e nel 1894 apparve a Londra.
L'anno seguente, il 1895, si esibì a New York in Madame Sans-Gêne di Victorien Sardou, nel ruolo di Catherine. Questa sua interpretazione la fece conoscere in Inghilterra e negli Stati Uniti, sicché l'anno successivo apparve in ruoli di caratterista in entrambi i paesi, affermandosi particolarmente con Zaza e La Passerelle. Nel 1900, durante una tournée in Sudamerica, conobbe il commediografo Dario Niccodemi, che la seguì poi in Francia dove divenne suo segretario e amante. Niccodemi tradusse per lei opere teatrali italiane e scrisse anche una mezza dozzina di commedie in francese, che lei interpretò, e che furono anche tradotte e rappresentate in Italia.
Nel 1906 l'attrice aprì il Théâtre Réjane a Parigi. La sua intensa espressività pareva esprimere, concentrata, l'essenza della vitalità francese. 
Réjane morì a Parigi e fu sepolta nel cimitero di Passy.

## Filmografia
- Madame Sans-Gêne, regia di Clément Maurice (1900), cortometraggio
- Britannicus, regia di André Calmettes (1908), cortometraggio
- L'Assommoir, regia di Albert Capellani (1909), cortometraggio
- Madame Sans-Gêne, regia di André Calmettes (1911), cortometraggio
- Alsace, regia di Henri Pouctal (1916)
- Miarka, la fille à l'ourse, regia di Louis Mercanton (1920)